# Condado de Adanero
El condado de Adanero es un título nobiliario español creado el 17 de septiembre de 1691 por el rey Carlos II a favor de Pedro Antonio Núñez de Prado y Fernández-Polanco, hombre de estado español al servicio de Carlos II, que fue corregidor de Salamanca y de Palencia y alguacil mayor de la Chancillería de Valladolid, así como presidente del Consejo de Hacienda, presidente del Consejo de Indias y caballero de la Orden de Santiago. Los condes de Adanero tuvieron en propiedad el cargo de alcalde de la cárcel de la Chancillería de Valladolid y la regalía de nombrarlo.
La denominación del título se refiere a la localidad de Adanero en la provincia de Ávila de la que fue segundo señor el primer conde de Adanero.

## Condes de Adanero
|                        | Titular                                            | Periodo                |
| Creación por Carlos II | Creación por Carlos II                             | Creación por Carlos II |
| ---------------------- | -------------------------------------------------- | ---------------------- |
| I                      | Pedro Antonio Núñez de Prado y Fernández-Polanco   | 1691-1699              |
| II                     | José Antonio Núñez de Prado y de la Esquina        | 1699-1715              |
| III                    | José Alonso Queipo de Llano y Basurto              | 1715-1743              |
| IV                     | José Javier Queipo de Llano y Galarza              | 1743-?                 |
| V                      | José Queipo de Llano Núñez de Prado y Vellosillo   | ?-?                    |
| VI                     | Francisco Queipo de Llano y Galarza Núñez de Prado | ?-?                    |
| VII                    | María de la Asunción Queipo de Llano y Galarza     | ?-1829                 |
| VIII                   | Gonzalo María de Ulloa y Queipo de Llano           | 1829-1859              |
| IX                     | Gonzalo María de Ulloa y Ortega-Montañés           | 1859-1882              |
| X                      | Gonzalo María de Ulloa y Calderón                  | 1882-1896              |
| XI                     | Álvaro María de Ulloa y Fernández-Durán            | 1897-1949              |
| XII                    | Gonzalo María de Ulloa y Ramírez de Haro           | 1949-1971              |
| XIII                   | Álvaro María Ulloa y Suelves Ramírez de Haro       | 1971-actual titular    |

## Historia de los condes de Adanero

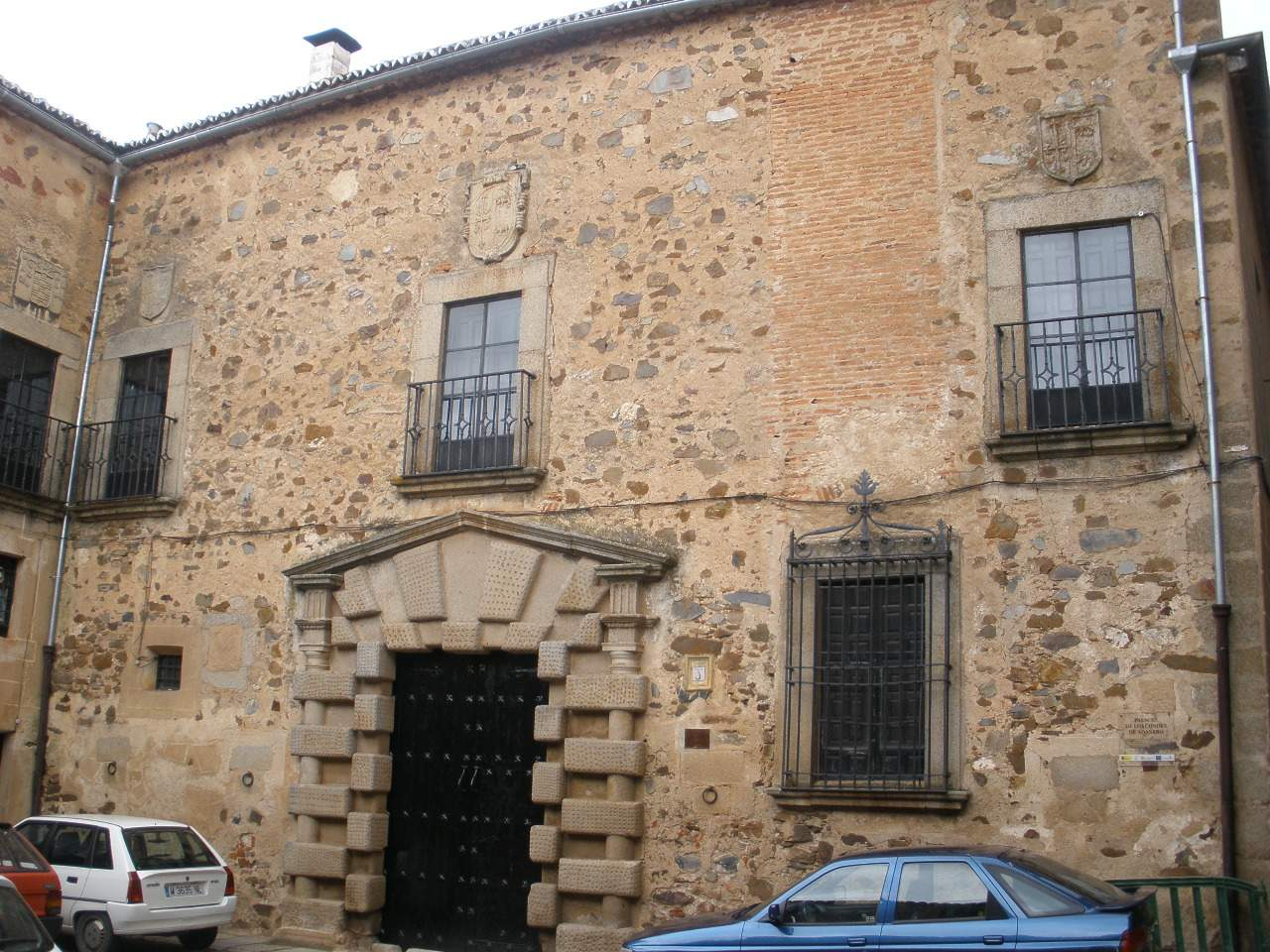
Palacio de los condes de Adanero en Cáceres

- Pedro Antonio Núñez de Prado y Fernández-Polanco (Valladolid, 3 de abril de 1641-Madrid, 19 de marzo de 1699),[3] I conde de Adanero, hijo de Antonio Núñez de Prado Quevedo y Nieto[4] y de su esposa Jerónima Fernández Polanco de Oviedo.

Casó con Leonor María de la Esquina Portocarrero Sucedió su hijo:
- José Antonio Núñez de Prado y de la Esquina (Palencia, ¿?-Madrid, 25 de enero de 1715), II conde de Adanero, miembro del Consejo de Indias,[6] caballero de la Orden de Santiago y alguacil mayor de la Chancillería de Valladolid.[7]

Casó, en Madrid, iglesia de San Sebastián, el 28 de abril de 1706, con Manuela María Pérez Dardón, hija de Gregorio y de María Carrillo. Sucedió su sobrino nieto, a quien deja por heredero en su testamento de 1 de enero de 1715:
- José Alonso Queipo de Llano y Basurto, III conde de Adanero  y III marqués de Castro Serna. Era hijo de Alonso Queipo de Llano Porras y Córdoba y de Manuela de Basurto y Durango, II marquesa de Castro Serna. [9]

Casó con María Alberta Galarza y Velázquez. Sucedió en 1743  su hijo primogénito:
- José Javier Queipo de Llano y Galarza, IV conde de Adanero, IV marqués de Castro Serna,[4] nombrado corregidor y capitán de guerra de la ciudad de Chinchilla en junio de 1763.

- José Queipo de Llano Núñez de Prado y Vellosillo, V conde de Adanero, marqués de Castro Serna y alguacil mayor de la Real Chancillería de Valladolid.[10][11]

- Francisco Queipo de Llano y Galarza Núñez de Prado, VI conde de Adanero,[2] V marqués de Castro Serna y alguacil mayor de la Real Chancillería de Valladolid en 1770.

Hijo de José Alonso Queipo de Llano y Basurto y de María Alberta Galarza y Velázquez.
Casó con Petra Telmo Galarza y Velázquez de la Torre. Sucedió su hija:
- María de la Asunción Queipo de Llano y Galarza (Medina del Campo, 14 de agosto de 1777-Cáceres, 16 de septiembre de 1829), VII condesa de Adanero[2] y VI marquesa de Castro Serna.[2][12]

Casó con Álvaro María de Ulloa y Cáceres, señor de Pajarillas y maestrante de Granada. Sucedió su hijo:.
- Gonzalo María de Ulloa y Queipo de Llano (Medina del Campo, 1795-28 de mayo de 1859),[15][16] VIII conde de Adanero, VII marqués de Castro Serna[17] senador por la provincia de Cáceres y vitalicio (1837-1859)[18] y diputado por Cáceres en la legislatura de 1845-1846.[19] Era hijo de Alonso de Ulloa Chirino y de María Asunción Queipo de Llano y López de Oliva, marquesa de Castro Serna.

Casó en primeras nupcias, en 1819, con Dolores Golfín Casas. Sin descendencia. Contrajo un segundo matrimonio, en Madrid, el 13 de abril de 1832, con Ramona Ortega Montañés y Jaraba. Sucedió su hijo:
- Gonzalo María de Ulloa y Ortega-Montañés (1831-1882), IX conde de Adanero.[21] Sucedió su sobrino, hijo de su hermano José María de Ulloa y Ortega (Cáceres, 4 de febrero de 1839-2 de enero de 1905), VIII marqués de Castro Serna,[16] —casado con María de la Concepción Calderón y Vasco—, quien desistió del derecho a suceder en el título a la muerte de su hermano a favor de su hijo.[20][22]

- Gonzalo de Ulloa y Calderón (17 de julio de 1865-1 de enero de 1896), X conde de Adanero.[23][24]

Casó, en 1888, con Josefa Lucía Fernández Durán y Caballero (Madrid, 21 de junio de 1867-Madrid, 3 de enero de 1945), hija de Antonio Fernández-Durán y Bernardo de Quirós, VI marqués de Perales del Río, V marqués de Tolosa y VII conde de Villanueva de Perales de Milla, y de María Josefa Caballero y Muguiro. Le sucedió su hijo el 18 de diciembre de 1897.
- Álvaro María de Ulloa y Fernández-Durán (Madrid, 6 de octubre de 1889-Madrid, 20 de junio de 1948), XI conde de Adanero[25] y IX marqués de Castro Serna en sucesión a su abuelo paterno.[25]

Casó, en Madrid, el 2 de octubre de 1912, con María Cristina Ramírez de Haro y Chacón (n. Madrid, 26 de marzo de 1892), hija de José María Ramírez de Haro y Patiño, conde de Villamarciel, y de María Ignacia Chacón y Silva, de los condes de Campo Alegre y marqueses de Isasí. Le sucedió su hijo.
- Gonzalo María de Ulloa y Ramírez de Haro, (m. Valdemorillo, 12 de agosto de 1979) XII conde de Adanero,[26] X marqués de Castro Serna y maestrante de Granada.[27]

Casó con María Josefa de Suelves y Ponsich. En 1971, por cesión, le sucedió su hijo.
- Álvaro María Ulloa y Suelves Ramírez de Haro (n. 12 de agosto de 1950), XIII conde de Adanero,[28][27][29] XI marqués de Castro Serna,[28] maestrante de Granada y de Sevilla.[28]

Casó en primeras nupcias en 1973 con Ángela María de Solís-Beaumont y Tellez-Giron, XVII duquesa de Arcos, y en segundas nupcias con Cristina Márquez y Osorio.